# Anisocentropus kempi
Anisocentropus kempi är en nattsländeart som beskrevs av Martynov 1936. Anisocentropus kempi ingår i släktet Anisocentropus och familjen Calamoceratidae. Inga underarter finns listade i Catalogue of Life.